# Oakridge (Oregón)
Oakridge es una ciudad ubicada en el condado de Lane en el estado estadounidense de Oregón. En el año 2009 tenía una población de 3221 habitantes y una densidad poblacional de 640 personas por km².

## Geografía
Oakridge se encuentra ubicada en las coordenadas 43°44′46″N 122°27′48″O / 43.74611, -122.46333.

## Demografía
Según la Oficina del Censo en 2000 los ingresos medios por hogar en la localidad eran de $26 622 y los ingresos medios por familia eran $33 017. Los hombres tenían unos ingresos medios de $28 285 frente a los $18 672 para las mujeres. La renta per cápita para la localidad era de $12 885. Alrededor del 14,5% de la población estaban por debajo del umbral de pobreza.